# النبي يوشع (فلسطين)
النبي يوشع، هي قرية مهجرة في شمال فلسطين، وتقع في شمال شرق مدينة صفد حيث تبعد عنها 31 كم، وتعتبر إحدى القرى الشيعية السبع في فلسطين الانتدابية، معظم سكانها من الشيعة (يعرفون أيضا باسم متاولة)، وهم تربيخا، وصلحا، والمالكية، والنبي يوشع، وقدس، وهونين، وآبل القمح. وقد نقلت هذه القرى من المجال الفرنسي إلى البريطاني نتيجة لاتفاق الحدود المبرم في عام 1923. وقد تم إخلائها جميعها من سكانها خلال الحرب العربية الإسرائيلية عام 1948، وتقع مواقعها السابقة الآن في شمال إسرائيل.

## موقع القرية
تعود تسميت القرية بهذا الاسم إلى المزار الموجود فيها ويعتقد أنّه قبر يوشع بن نون، أنشئت القرية على جبال الجليل الأعلى على ارتفاع 380م عن سطح البحر في منطقة تشرف على سهل الحولة الشمالية وتقع على بعد 3,5 كم غربي نهر الأردن. من شرقها يبدأ وادي خلة المغر رافد وادي العروس الذي يمر بشمالها على بعد نصف كيلومتر وتنتهي في المستنقعات الواقعة شمالي بحيرة الحولة. ما يميّز هذا الوادي شدة انحدار سفوحه في المنطقة الواقعة في شمالي وشمالي شرق القرية. تُعدّ قرية النبي يوشع قرية صغيرة حيث كان فيها 12 مسكنًا في عام 1931. وفي عام 1945 بلغت مساحة القرية 16 دونمًا ومساحة أراضيها 3,617 دونمًا لا يملك اليهود منها شيئًا. كان في النبي يوشع 52 نسمة من العرب في عام 1931، وارتفع العدد إلى 70 نسمة في عام 1945. ضمت القرية جامعَا، وأنشأ البريطانيون في شمالها مخفرًا للشرطة، بينما لم يكن فيها مدرسة.
اعتمد اقتصاد القرية على الزراعة وتربية المواشي، وكان يقام فيها في الخامس عشر من شعبان من كل عام احتفالات تشبه احتفالات النبي روبين في يافا.

## احتلال القرية وتطهيرها عرقيًا
كانت القرية ومركز الشرطة فيها هدفين لأربع غارات شنّتها الهاغاناه في نيسان/ أبريل وأيار/ مايو 1948. وعندما أخلى البريطانيون مركز الشرطة في النبي يوشع، في 15 نيسان/ أبريل، سيطرت عليه وحدات من جيش الإنقاذ العربي وبعض أفراد الميليشيا. استنادًا إلى مذكرات فوزي القاوقجي، قائد جيش الإنقاذ، فأنّ رجاله اتخذوا مواقع لهم حول المركز في أواخر آذار/ مارس. وقع هجوم الهاغاناه الأول، الذي افتتح عملية يفتاح في 17 نيسان /أبريل، إلّا أّنّه باء بالفشل. كما أنّ الهجوم الثاني الذي شنّ بعد ثلاثة أيام، أخفق أيضًا وأسفر عن مقتل اثنين وعشرين رجلًا من المهاجمين اليهود، بحسب ما جاء في (تاريخ الهاغاناه). وفي رواية الهاغاناه أنّ الخطة كانت تقضي باختراق الأسلاك الشائكة ونسف مركز الشرطة، لكن جيش الإنقاذ العربي اكتشف عند الفجر وحدة البلماخ المتقدمة فقصفها واضطرها إلى الانسحاب. وفي وقت لاحق، بذلت محاولتان أخريتان خلال العملية نفسها وألغيت بسرعة محاولة كانت مقررة لليلة 15-16 أيار/ مايو. لكن في الليلة اللاحقة حصل المهاجمون على دعم جوي فنجحوا في تحقيق أهدافهم. إذ إن الطائرات الإسرائيلية، وفق ما ذكر (تاريخ الهاغاناه) ألقت قنابل حارقة على مركز الشرطة، بينما شقت الوحدات البرية طريقها مخترقة الأسلاك الشائكة، مجبرة المدافعين على الانسحاب. أمّا سكان القرية على الأرجح أنّهم فروا أو طردوا وقت ذلك الهجوم وطوال الأشهر الخمسة اللاحقة (أي حتى نهاية الهدنة الثانية في الحرب)، كانت خطوط المواجهة بين القوات العربية والإسرائيلية على طول الحدود اللبنانية وقد أوردت صحيفة (نيويورك تايمز) أنّ القتال على الجبهة الشمالية اندلع في 22 تشرين الأول/ أكتوبر، وامتد على طول الخط من النبي يوشع شمالًا إلى منارة (مستعمرة إسرائيلية، عربية الاسم، أسست في أقصى شمال قضاء صفد في سنة 1943).

## القرية اليوم
سيّج الموقع بالأسلاك الشائكة وغطته الأنقاض، بحيث بات الوصول إليه صعبًا. إلّا أنّ بعض المعالم من القرية بقيَت ماثلة للعيان، مثل: بقايا المنازل، أضرحة في مقبرة القرية ومقام النبي يوشع. سلم من العطب قبتا المقام والمدخل المقنطر المفضي إلى القسم الرئيسي منه، إلا أنّ الحيطان الحجرية للغرف الملحقة به متصدعة، مجمع المباني كلّه مهمل كما تنمو النباتات البرية من السقف وتحيط أشجار التين ونبات الصبار بموقع القرية. أمّا الأراضي المستوية المحيطة بالموقع فيستعملها المزارعون الإسرائيليون لزراعة التفاح، بينما باتت الأجزاء المنحدرة مرعى للمواشي أو غابات.

## المستعمرات الإسرائيلية على أراضي القرية
تقع مستعمرة «راموت نفتالي» الزراعية التي أسست سنة 1945 على أراضي القرية جنوبي موقعها. وهي قريبة من الحدود بين النبي يوشع وأراضي ملاحة العربية.

## وصلات خارجية
- النبي يوشع ترحب بكم
- النبي يوشع من مركز خليل سكاكيني الثقافي